# 柴田善行
柴田 善行（しばた よしゆき、1967年6月11日 - ）は、京都府京都市出身の俳優。血液型はA型。身長178cm、体重66kg。東映所属。
デビュー作は「長七郎江戸日記」 （日本テレビ）

## 出演

### テレビドラマ
- 必殺スペシャル・新春 大暴れ仕事人! 横浜異人屋敷の決闘（1990年） - 沖田総司 役
- 名奉行遠山の金さん
  - 第3シリーズ 第19話「お婆ちゃんの復讐」（1991年） - 喜助 役
  - 第3シリーズ 第22話「京の姫君の妖しい誘惑」（1991年） - 忠作 役
  - 第7シリーズ 第5話「白い肌の誘惑 嫁姑の真剣勝負」（1995年） - 友三 役
  - 遠山の金さんvs女ねずみ（1997年） - 南町奉行所同心・矢車新八 役
- 将軍家光忍び旅（1991年） - 与市 役
- 暴れん坊将軍IV（1991年） - 北条伊平次 役
- 暴れん坊将軍V（1993年） - 中村勘助 役
- 暴れん坊将軍VI（1995年） - 小助 役
- 暴れん坊将軍VII（1996年） - 片山京之助 役
- 金曜エンタテイメント 「ニュースキャスター沢木麻沙子 第1作」（1998年） - 橋口警部補 役
- 新選組血風録（1998年） - 中岡慎太郎 役
- 隠密奉行朝比奈（1998年） - 沢田数馬 役
- 髪結い伊三次（1999年） - 利助 役
- 土曜ワイド劇場
  - 「京都マル秘仕事人 第1作」（1999年） - 加納政也 役
  - 「狩矢父娘シリーズ 第7作」（2006年） - 原口耕作 役
- 八丁堀の七人
  - 第2シリーズ（2001年） - 貞次郎 役
  - 第3シリーズ（2002年） - 伝八 役
  - 第4シリーズ（2003年） - 喜助 役
  - 第6シリーズ（2005年） - 文七 役
- 盤嶽の一生 第7話「じゃじゃ馬馴らし」（2002年）- 堀田小三郎 役
- おみやさん
  - 第2シリーズ（2003年） - 北川武志 役
  - 第3シリーズ（2004年） - 藤堂順一 役
  - 第4シリーズ（2005年） - 工藤俊介 役
  - 第5シリーズ（2006年） - 森島眞二 役
  - 第7シリーズ（2010年） - 水尾徹 役
  - 第8シリーズ（2011年） - 久保田順 役
  - 第9シリーズ（2012年） - 竹中英児 役
- 夜桜お染 第4話「消えたおいらん」（2003年） - 垣内半兵衛 役
- 科捜研の女
  - 第5シリーズ（2004年） - 箱崎敏也 役
  - 第6シリーズ（2005年） - 桐島英司 役
  - 第7シリーズ（2006年） - 宮腰要 役
  - 第8シリーズ（2008年） - 岸哲弘 役
  - 第10シリーズ（2010年） - 宮下恭祐 役
  - 第12シリーズ（2013年） - 湯川達明 役
  - スペシャル4（2013年） - 島地俊輔 役
  - 第16シリーズ（2017年） - 安住一輝 役
  - スペシャル11（2018年） - 高木刑事 役
  - 第19シリーズ（2019年） - 杉山義臣 役、鳴海浩介 役
  - 第21シリーズ（2022年） - 山本壮一郎 役
  - 第23シリーズ（2023年） - 葉賀岬 役
  - 第24シリーズ（2024年） - 佐々木孝也 役[3]
- 徳川綱吉 イヌと呼ばれた男（2004年） - 近藤重興 役
- 大奥
  - 2003年版（2004年） - 青山忠俊 役
  - 第一章（2005年） - 後水尾天皇 役
  - 華の乱（2005年） - 徳川家宣 役
- 時空警察（2005年） - 徳川家光 役
- 水戸黄門（2005年）[4] - 三木広太郎 役
- その男、副署長 第1シリーズ（2007年） - 武田春樹 役
- 逃亡者 おりん
  - 第1シリーズ（2007年） - 駒崎忠兵衛 役
  - 第2シリーズ（2012年） - 蘇芳 役
- 主水之助七番勝負〜徳川風雲録外伝〜（2008年） - 川村一馬 役
- メイド刑事（2009年） - 中与志和人 役
- 大河ドラマが描かない坂本龍馬の真実（2010年） - 中岡慎太郎 役
- 京都地検の女（2011年） - 南条晃司 役
- 大奥〜誕生［有功・家光篇］（2012年） - 阿部忠秋 役
- 月曜ゴールデン 「狩矢警部シリーズ 第12作」（2012年） - 若林耕造 役
- 雲霧仁左衛門 第1シリーズ（2013年） - 武蔵屋清太郎 役
- 影武者徳川家康（2014年） - 大野治長 役
- 鬼平外伝 老盗流転（2014年） - 近藤市五郎 役
- 大岡越前（2014年） - 伊太吉 役
- ぼんくら 第1シリーズ（2014年） - 正次郎 役
- 神谷玄次郎捕物控 第2作（2015年） - 源次 役
- 佐武と市捕物控（2015年 - ） - 清田慎之介 役
- かげろう絵図（2016年） - 林肥後守 役
- 伝七捕物帖 第1シリーズ（2016年） - 久兵衛 役
- 妖の忍法帖（2018年） - 堤玄堂 役、前田将監 役
- 三屋清左衛門残日録 第3作（2018年） - 野田平九郎 役
- 小吉の女房 第1シリーズ（2019年） - 戸部玄之丞 役
- 遺留捜査
  - 第6シリーズ（2021年） - 大西周平 役
  - 第7シリーズ（2022年） - 尾形 役[5]
- カムカムエヴリバディ（2022年） - 旗本退屈男 役
- ホリデイ〜江戸の休日〜（2023年） - 浪人 役

### 映画
- 福沢諭吉（1991年） - 岩井槌之進
- おもちゃ（1999年） - 吉川順一
- 太秦ライムライト（2014年） - 松本雄策
- 侍タイムスリッパー（2024年）[6]

### オリジナルビデオ
- 忍風戦隊ハリケンジャーでござる! シュシュッと20th Anniversary（2023年10月25日） - 徳兵衛役の役者 役

### バラエティー
- 超大型歴史アカデミー史上初!1億3000万人が選ぶニッポン人が好きな偉人ベスト100（2006年） - 坂本龍馬